# Nesorhamma flavocollaris
Nesorhamma flavocollaris är en insektsart som först beskrevs av Frederick Arthur Godfrey Muir 1913.  Nesorhamma flavocollaris ingår i släktet Nesorhamma och familjen Derbidae. Inga underarter finns listade i Catalogue of Life.